# Očura (Lepoglava)
Očura falu Horvátországban Varasd megyében. Közigazgatásilag Lepoglavához tartozik.

## Fekvése
Varasdtól 28 km-re, községközpontjától 3 km-re délnyugatra a 35-ös számú főút mellett fekszik.

## Története
A falunak 1890-ben 19, 1910-ben 9 lakosa volt. A trianoni békeszerződésig Varasd vármegye Ivaneci járáshoz tartozott. 2001-ben 28 háztartása és 82 lakosa volt.

## Nevezetességei
- A Szent Jakab kápolna középkori eredetű, késő gótikus épület a 14. századból, de később átépítették, mert boltozatának stílusa a 15. század végére jellemző. Eredetileg falfestmények díszítették, melyet az 1676-os egyházi vizitáció is megemlít. Az épület a második világháborúban megsérült és hosszú évekig használaton kívül állt. Oltárai 18. században készültek. Ezeket megmentették és felújították, majd a gornja stubicai múzeum gyűjteményébe kerültek. Legbecsesebb kincse egy késő gótikus Madonna-szobor a Zágrábi Képzőművészeti Múzeumba került, ahol restaurálták.
- A település ma főként kőbányájáról ismert.